# Josef Jelének
Josef Jelének (* 14. února 1938) je bývalý český fotbalový útočník. Žije v Ostrožské Nové Vsi.

## Hráčská kariéra
Odchovanec Ostrožské Nové Vsi hrál v československé lize za Třinecké železárny, aniž by skóroval (01.09.1963–09.10.1963).

### Prvoligová bilance
| Ročník             | Zápasy | Góly | Minuty | Klub         |
| ------------------ | ------ | ---- | ------ | ------------ |
| I. liga 1963/64    | 4      | 0    | 334    | TJ TŽ Třinec |
| CELKEM I. ČS. LIGA | 4      | 0    | 334    |              |